# Avishai Sivan
Pour les articles homonymes, voir Sivan (homonymie).
Avishai Sivan (en hébreu : אבישי סיון) est un réalisateur, scénariste et producteur de cinéma israélien.

## Filmographie

### Comme réalisateur, scénariste, producteur, directeur de la photographie et monteur
- 2010 : Le Vagabond (Ha'Meshotet) - (sauf le montage et la photographie)
- 2010 : Returnee
- 2011 : The Uzbek Trilogy
- 2013 : Visa
- 2015 : Tikkun (sauf la photographie)

### Comme acteur
- 2010 : Returnee : A
- 2013 : Visa : Avi

## Récompenses et distinctions
- 2015 : Festival du film de Jérusalem : Pirchi Family Award du meilleur scénario et prix Haggiag pour le meilleur film israélien pour Tikkun
- 2015 : Festival international du film de Locarno : prix spécial du jury et prix Don Quixote pour Tikkun
- 2015 : Festival international du film de Singapour : Mention spéciale dans la catégorie long métrage asiatique pour Tikkun
- 2016 : Festival international du film de Transylvanie : 
  - meilleur réalisateur pour son film Tikkun
  - nomination au trophée Transilvania du meilleur film pour Tikkun